# Troféu 125 anos de Uberlândia
O Troféu 125 anos de Uberlândia foi um torneio amistoso de futebol promovido pela prefeitura de Uberlândia para homenagear os 125 anos da cidade. A competição foi realizada em 29 de junho de 2013.
O Flamengo faturou o título contra o São Paulo, em jogo único.

## Transmissão
O canal SporTV transmitiu a partida para todo o Brasil.

## O Jogo
| 29 de junho   | Flamengo           | 1 – 0     | São Paulo | Parque do Sabiá, Uberlândia |
| 19:00 (UTC−2) | Marcelo Moreno 57' | Relatório |           | Árbitro: Alicio Pena Junior |

| Flamengo | São Paulo |

| G            | 1  | Felipe          |  |     |
| LD           | 2  | Léo Moura       |  |     |
| Z            | 14 | Wallace         |  |     |
| Z            | 4  | Marcos González |  |     |
| LE           | 16 | João Paulo      |  |     |
| V            | 5  | Cáceres         |  | 68' |
| V            | 8  | Elias           |  |     |
| M            | 10 | Gabriel         |  | 68' |
| M            | 20 | Carlos Eduardo  |  | 68' |
| A            | 19 | Marcelo Moreno  |  | 80' |
| A            | 26 | Paulinho        |  | 80' |
| Reservas:    |    |                 |  |     |
| G            | 27 | Paulo Victor    |  |     |
| LE           | 31 | Ramon           |  |     |
| V            | 35 | Diego Silva     |  | 68' |
| V            | 15 | Luiz Antônio    |  |     |
| V            | 30 | Val             |  | 68' |
| A            | 29 | Nixon           |  | 68' |
| A            | 9  | Hernane         |  | 80' |
| A            | 7  | Rafinha         |  | 80' |
| Treinador:   |    |                 |  |     |
| Mano Menezes |    |                 |  |     |

| G          | 1  | Rogério Ceni      |  | 46' |
| LD         | 23 | Douglas           |  | 46' |
| Z          | 2  | Rafael Tolói      |  | 46' |
| Z          | 4  | Rhodolfo          |  | 83' |
| LE         | 6  | Juan              |  | 46' |
| V          | 7  | Rodrigo Caio      |  | 46' |
| V          | 18 | Maicon            |  | 83' |
| M          | 8  | PH Ganso          |  | 46' |
| M          | 20 | Lucas Evangelista |  | 46' |
| A          | 17 | Osvaldo           |  | 46' |
| A          | 19 | Aloísio           |  | 46' |
| Reservas:  |    |                   |  |     |
| G          | 12 | Denis             |  | 46' |
| LD         | 32 | Mateus Caramelo   |  | 46' |
| Z          | 34 | Diego Carlos      |  | 83' |
| Z          | 14 | Édson Silva       |  | 46' |
| LE         | 38 | Reinaldo          |  | 46' |
| V          | 35 | Allan             |  | 46' |
| V          | 28 | João Schmidt      |  | 46' |
| M          | 21 | Roni              |  | 46' |
| M          | 36 | Régis             |  | 83' |
| A          | 22 | Silvinho          |  | 46' |
| A          | 11 | Ademilson         |  | 46' |
| Treinador: |    |                   |  |     |
| Ney Franco |    |                   |  |     |